# Paola Capriolo
Paola Capriolo (Milán, 1 de enero de 1962) es un novelista y traductora  italiana.
Hija de un crítico de teatro y traductor originario de Liguria y una artista de Turin, nació en Milán y estudió en la Universidad de Milán, titulándose en filosofía en 1996. En 1988 publicó su primer libro, La grande Eulalia, una colección de cuentos cortos con la que ganó el Premio Giuseppe Berto.
Su trabajo explora la realidad externa de las cuestiones del día a día. Los mitos juegan un importante papel en su obra. A menudo se inspira en la música para escribir, incluyendo referencias y utilizando metáforas musicales.
Capriolo también es corresponsal para el Corriere della Sera y traductora de obras de ficción alemanas. Su trabajo ha sido traducido a varios idiomas que incluyen el inglés, francés, español, alemán, danés, holandés.

## Obras seleccionadas

### Novelas - Cuentos cortos
- Il nochiero (1989), recibió el Premio Rapallo Carige en 1990[5] y resultó finalista del Premio Campiello en 1991[1]
- Il doppio regno (1991) fue finalista del Premio Grinzane Cavour en 1992[6]
- Vissi d’amore (1992)
- La spettatrice (1995)
- Un uomo di carattere (1996)
- Barbara (1998)
- Una di loro (2001)
- Qualcosa nella notte. Storia di Gilgamesh, signore di Uruk, e dell'uomo selvatico cresciuto tra le gazzelle (2003)
- ll pianista muto (2009)[3]
- Caino (2012)
- Mi ricordo (2015)

### Literatura para niños
- La ragazza dalla stella d'oro (1991)
- L'amico invisibile (2006)
- Maria Callas (2007)
- Indira Gandhi (2009)
- La macchina dei sogni (2009)[3]

### Traducciones del alemán
- La morte a Venice Thomas Mann (1991)
- I dolori del giovane Werther Johann Wolfgang von Goethe (1993)
- Le affinità elettive Johann Wolfgang von Goethe (1995)
- Doppio sogno Arthur Schnitzler (2002)
- Pietre colorate Adalbert Stifter (2005)
- Metamorfosi Franz Kafka (2011)
- No [Rosa Parks] (2013)[3]